# Yun Yong-il
Yun Yong-il (* 31. Juli 1988) ist ein nordkoreanischer Fußballspieler.

## Karriere
Yun tritt international als Spieler der Sportgruppe Wolmido in Erscheinung.
2005 nahm der hauptsächlich als rechter Außenverteidiger eingesetzte Yun mit der nordkoreanischen U-17-Auswahl an der U-17-Weltmeisterschaft in Peru teil und scheiterte mit dem Team erst nach Verlängerung im Viertelfinale an Brasilien. 2006 gewann er mit der U-20-Auswahl um Kapitän Kim Kum-il die U-19-Asienmeisterschaft. Aufgrund dieses Erfolgs schloss sich 2007 die Teilnahme an der U-20-WM in Kanada an. Er gehörte in allen drei Spielen zur Stammmannschaft, in einer Gruppe mit den späteren Finalisten Tschechien und Argentinien reichten zwei Punkte jedoch nicht zum Weiterkommen.
Mit der nordkoreanischen Olympiaauswahl (U-23) scheiterte Yun 2007 in der finalen Qualifikationsrunde für die Olympischen Spiele 2008, 2009 belegte er mit dem Olympiateam bei den Ostasienspielen in Hongkong den vierten Rang.
Zu seinem Debüt in der nordkoreanischen Nationalmannschaft kam Yun 2007 in den beiden Erstrunden-Partien der WM-Qualifikation gegen die Mongolei. 2008 nahm er als Stammspieler am AFC Challenge Cup teil, verlor mit der „B-Auswahl“ aber im Halbfinale mit 0:1 gegen Tadschikistan und verfehlte damit die mögliche Qualifikation für die Asienmeisterschaft 2011.